# Cortacircuito
Un cortacircuito  es un dispositivo que se utiliza en instalaciones eléctricas, para interrumpir el paso de corriente eléctrica en el caso de que la misma excede un valor prefijado y sobrecarga el circuito. De esta forma el cortacircuito protege la integridad de los aparatos conectados al circuito y a las personas.
Existen cortacircuitos de dos tipos los térmicos y los mecánicos.

## Cortacircuito térmico
Un cortacircuito térmico o también denominado fusible, en esencia es un elemento conductor de electricidad construido de algún metal blando (por ejemplo plomo) el cual se derrite si la temperatura del material es elevada. Cuando la corriente que circula por el metal supera un cierto umbral, el material del fusible se calienta y se funde, y de esta forma se "corta el circuito" evitando el paso subsiguiente de corriente eléctrica. El concepto es que ante una sobrecarga del sistema eléctrico lo primero que falla es e fusible y así se evita se dañen otros componentes conectados al mismo y consecuencias peores.
Una vez que el fusible se ha fundido, y una vez reparado la causa que produjo la sobrecarga, se debe reemplazar el fusible por uno nuevo para que el circuito eléctrico pase a estar nuevamente operativo.

## Cortacircuito mecánico

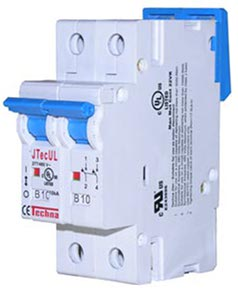
Un cortacircuito mecánico de dos polos.

Un cortacircuito mecánico es un dispositivo que posee la misma función que un fusible. En un cortacircuito mecánico, el mismo en forma automática corta el paso de corriente cuando detecta, mediante un sistema electromagnético, una sobrecarga en el circuito.
A diferencia del fusible el dispositivo mecánico no se daña si se produce una sobrecarga, y se puede activar de nuevo una vez que se ha disparado, para ello es preciso previamente haber reparado la causa que produjo la sobrecarga, en caso contrario el cortacircuito no permitirá ser activado.